# Leanne Cullen-Unsworth
Leanne Cullen-Unsworth, née en 1979, est une biologiste britannique du milieu maritime. Elle met en évidence l'importance des herbiers marins pour l'ensemble de l'écosystème marin comme pour l'approvisionnement alimentaire de centaines de millions de personnes. Spécialiste de leur conservation, elle préside le projet Seagrass et figure en 2024 parmi les 100 femmes les plus influentes selon la BBC.

## Biographie
Leanne Cullen obtient son premier diplôme en biologie marine à l'université de Newcastle puis passe un master à l'université de Bangor, sur la protection de l'environnement maritime. Elle obtient son doctorat en 2007 à l'université d'Essex en Angleterre, puis part pour des recherches postdoctorales en Australie, financées par la Commonwealth Scientific and Industrial Research Organisation (CSIRO - Organisation de la recherche scientifique et industrielle du Commonwealth). Elle revient ensuite à l'université de Cardiff pour participer à un nouveau programme de recherche, le Sustainable Places Research Institute.
Elle effectue avec Richard Unsworth des recherches en Indonésie sur les mangroves et les coraux. Elle découvre alors l'importance des herbiers marins dans la chaîne alimentaire de la vie maritime, et qu'ils constituent la principale source de protéines pour les espèces locales, ce qui réoriente leurs recherches. Un de leurs étudiants, Benjamin Jones, leur suggère de créer une organisation sur ce sujet, avec un volet caritatif, ils l'appellent Projet Seagrass.
Leanne Cullen-Unsworth démontre d'abord en 2017 que les herbiers marins sont utiles pour les hippocampes, puis elle se rend compte sont plus essentiels que ne le suggérait sa première approche. Les herbiers marins abritent les hippocampes, mais ils constituent surtout des ressources importantes pour les poissons et l'industrie alimentaire de la pêche. Elle est en 2018 la principale autrice d’un article dans Science appelant à des mesures pour protéger les herbiers marins. Elle souligne qu'au Royaume-Uni, les herbiers marins sont parfois retirés des plages pour les rendre plus attractives, alors qu'ils constituent une partie précieuse de l'écosystème.

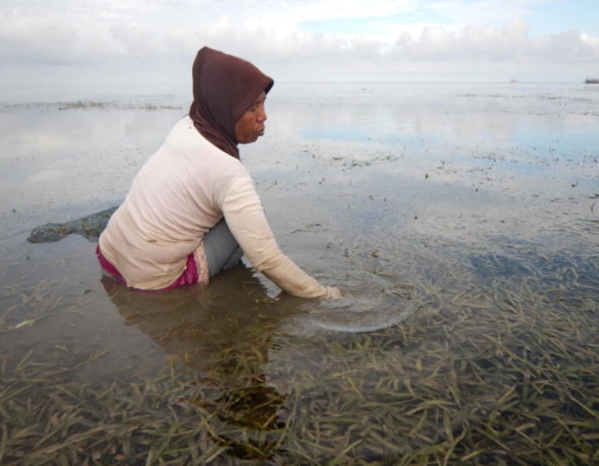
Glanage dans un herbier marin en indonésie.

Elle contribue à des recherches révélant que les herbiers marins sont importants pour un type de glanage humain, avec peu d'équipement, et même à mains nues, dans des eaux peu profondes. Les pêcheries de glanage pédestre d'invertébrés sont courantes dans les herbiers marins, contribuant à l'approvisionnement alimentaire de centaines de millions de personnes. 
Leanne Cullen-Unsworth est également l’autrice d’un article mettant en garde contre les effets des dommages environnementaux causés par les égouts britanniques.
Elle est distinguée en 2024 comme l'une des 100 femmes les plus influentes selon la BBC. Elle est la présidente du projet Seagrass. La BBC souligne son rôle clé dans la cofondation du projet Seagrass et l'utilisation de robots sous-marins pour planter des graines pouvant donner naissance à de nouveaux herbiers marins. Le gouvernement gallois étudie un projet de partenariat avec le projet Segrasses pour ses plans de conservation maritime.